# Ordine della Gloria del lavoro
L'ordine della Gloria del lavoro (in russo Орден Трудовой Славы?) era una onorificenza civile dell'Unione Sovietica.

## Storia
L'ordine è stato istituito il 18 gennaio 1974  per decisione del Presidium del Soviet Supremo. Esso poteva venire conferita sia a persone fisiche che ad enti o istituzioni, fabbriche comprese.
Creata sul modello dell'Ordine della Gloria come controparte civile di questa decorazione militare veniva conferita per realizzazioni straordinarie sul lavoro, includendo in queste anche quelle in campo artistico, scientifico o letterario. Analogamente a quello della Gloria l'ordine era diviso in tre classi (la più elevata era la prima classe); alle persone decorate veniva inizialmente conferita una medaglia di terza classe ed esse erano promosse ai livelli superiori nel caso di ulteriori realizzazioni professionali.
Ai premiati erano concessi alcuni benefici materiali quali aumenti nella pensione o la possibilità di viaggiare gratuitamente sui trasporti pubblici cittadini.
La decorazione fu assegnata per l'ultima volta il 21 dicembre 1991.
Al 1991 era stato conferito il seguente numero di onorificenze:
- prima classe - 952
- seconda classe - più di 505.000
- terza classe - più di 650.000

## Medaglie e nastri
| Insegne    | Insegne   | Insegne  |
| ---------- | --------- | -------- |
|            |           |          |
| Nastri     |           |          |
| III Classe | II Classe | I Classe |